# 拉季熱韋
51°32′36″N 26°9′5″E / 51.54333°N 26.15139°E
拉季熱韋（烏克蘭語：Радижеве），是烏克蘭西北部的村莊，隸屬里夫內州的瓦拉什區。該村始建於1629年，面積28.2平方公里，海拔高度151米，2001年人口357，人口密度每平方公里12.6人。